# Erik van den Boogaard
Pour les articles homonymes, voir van den Boogaard.
Erik van den Boogaard, de son nom complet Erik-Jan van den Boogaard, né le 19 août 1964 à Geldrop, est un footballeur néerlandais des années 1980. Attaquant passé par le PSV Eindhoven et le MVV Maastricht, il fait ensuite carrière en deuxième division française, avec le Stade rennais puis le FC Rouen, avant de terminer sa carrière en Suisse, au Lausanne-Sports.

## Biographie
Né à Geldrop, dans la province du Brabant-Septentrional, le 19 août 1964, Erik van den Boogaard débute chez les professionnels dans les rangs du PSV Eindhoven, en Eredivisie lors de la saison 1982-1983. Il marque son premier but lors des cinq matchs qu'il dispute cette année-là. Malgré neuf puis six buts lors des deux saisons suivantes, il ne parvient pas à s'imposer totalement à Eindhoven, qui termine deuxième du championnat en 1983-1984 et en 1984-1985. À l'été 1985, Van den Boogaard est transféré au MVV Maastricht, qui fait alors l'ascenseur entre l’Eredivisie et l’Eerste Divisie. Buteur à cinq reprises, il voit son équipe être reléguée en deuxième division à l'issue de la saison 1985-1986. Resté au club, il n'y joue plus que très peu lors de la saison suivante.
En novembre 1987, Erik van den Boogaard réalise un essai de trois jours en France, au Stade rennais, club qui vient de descendre en Division 2. L'entraîneur rennais Raymond Keruzoré cherche alors un attaquant pour épauler Laurent Delamontagne, Jean-Michel Bridier ne donnant pas satisfaction. Le Néerlandais convainc et est engagé, mais doit attendre le 13 février 1988 pour faire ses débuts avec l'équipe bretonne. Ce jour-là, lors d'un match du septième tour de la Coupe de France 1987-1988, face aux amateurs de l'ES Baud, il marque son premier but. Il en fait de même une semaine plus tard, pour son premier match de Division 2, inscrivant un doublé face au RC Strasbourg. Deux joueurs étrangers pouvant seulement être alignés en même temps, Van den Boogaard pousse l'Algérien Djamel Tlemçani sur le banc en s'imposant comme titulaire, l'autre place étant dévolue au défenseur hongrois Imre Garaba. Avec un total de sept buts marqués pour cette première saison rennaise, le Néerlandais termine meilleur buteur de son club, en douze matchs disputés seulement.
Erik van den Boogaard s'impose comme titulaire au sein de l'attaque du Stade rennais durant la totalité de la saison 1988-1989. Il est le plus souvent aligné aux côtés de Laurent Delamontagne, le meneur de jeu Patrick Delamontagne les alimentant en ballons. Lors de cet exercice, il termine une nouvelle fois meilleur buteur de son équipe, avec vingt buts en championnat, auxquels s'ajoutent neuf réalisations en Coupe de France,. Un total qui ne permet pas, toutefois, au Stade rennais d'être promu à l'étage supérieur, ni au Néerlandais d'être sacré meilleur buteur du championnat, devancé par Robby Langers, Roberto Cabañas et Eugène Kabongo Ngoy. Lors de la saison 1989-1990, dans la même configuration offensive, il marque à dix-huit reprises, dont quinze fois en championnat, ce qui est une nouvelle fois le meilleur total rennais,. Cette fois, le Stade rennais obtient la montée en Division 1.
À l'été 1990, le Stade rennais recrute l'attaquant camerounais François Omam-Biyik, et son association avec Van den Boogaard et Laurent Delamontagne est très attendue par les supporters rennais. Mais le club breton décide finalement de transférer le Néerlandais, pour raisons techniques et financières. Il reste finalement en Division 2, en signant au FC Rouen. Lors de la saison 1990-1991, il marque onze buts avec le club normand. En 1991, Van den Boogaard quitte la France pour rejoindre la première division suisse en signant au FC Lausanne-Sport. Il y reste deux ans avant de mettre fin à sa carrière en 1993.

## Statistiques
Le tableau suivant récapitule les statistiques d'Erik van den Boogaard durant sa carrière professionnelle,,.
| Saison                | Club                  | Championnat           | Championnat | Championnat | Coupe(s) nationale(s) | Coupe(s) nationale(s) | Total | Total |
| Saison                | Club                  | Division              | M.          | B.          | M.                    | B.                    | M.    | B.    |
| 1982-1983             | PSV Eindhoven         | D1                    | 5           | 1           | -                     | -                     | 5     | 1     |
| 1983-1984             | PSV Eindhoven         | D1                    | 23          | 9           | -                     | -                     | 23    | 9     |
| 1984-1985             | PSV Eindhoven         | D1                    | 19          | 6           | -                     | -                     | 19    | 6     |
| 1985-1986             | MVV Maastricht        | D1                    | 29          | 5           | -                     | -                     | 29    | 5     |
| 1986-1987             | MVV Maastricht        | D2                    | 12          | 4           | -                     | -                     | 12    | 4     |
| 1987-1988             | MVV Maastricht        | D2                    | 2           | 1           | -                     | -                     | 2     | 1     |
| 1987-1988             | Stade rennais         | D2                    | 12          | 7           | 2                     | 1                     | 14    | 8     |
| 1988-1989             | Stade rennais         | D2                    | 35          | 20          | 9                     | 9                     | 44    | 29    |
| 1989-1990             | Stade rennais         | D2                    | 36          | 15          | 4                     | 3                     | 40    | 18    |
| 1990-1991             | FC Rouen              | D2                    | 26          | 10          | 2                     | 1                     | 28    | 11    |
| 1991-1992             | Lausanne-Sports       | D1                    | -           | -           | -                     | -                     | 0     | 0     |
| 1992-1993             | Lausanne-Sports       | D1                    | -           | -           | -                     | -                     | 0     | 0     |
| Total sur la carrière | Total sur la carrière | Total sur la carrière | 199         | 78          | 17                    | 14                    | 216   | 92    |